# Compost d'organocoure
En química organometàl·lica els compostos d'organocoure són un tipus de compostos que contenen com a mínim un àtom de coure unit de forma covalent a un àtom de carboni. Un tipus d'organocoures són els organocuprats, també anomenats reactius de Gilman, components de composició del tipus MCuR₂, on M equival a un metall, i R a un hidrocarbur. Avui dia, la seva principal aplicació és en síntesi orgànica.

## Història
La primera informació sobre l'obtenció d'un organocuprat va ser publicada el 1859 per R. C. Böttger al sintetitzar l'acetilè de coure(I) (Cu₂C₂), un compost explosiu. Aquest es va aconseguir fent passar acetilè gas a través d'una solució de clorur de coure(I):
C₂H2(g) + 2CuCl(aq) → Cu₂C2(s) + 2HCl(aq)
Obtenint un precipitat vermell-marró, explosiu quan se sec. Aquesta reacció és emprada per detecció d'acetilè.
Henry Gilman i James Straley el 1936 van estudiar les reaccions d'organocuprats amb halurs orgànics, i Kharash el 1941 va observar que els ions CuI catalitzaven la 1,4-addició de  reactius de Grignard a cetones conjugades selectivament enfront de la 1,2-addició. L'intermedi d'aquesta reacció no es va poder determinar passat el 1966 per House degut a l'obtenció, fins llavors, d'espècies d'organocoure impures.

## Reactius de Gilman

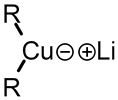
Estructura general d'un reactiu de Gilman

Els reactius de Gilman són compostos organometàl·lics de liti i coure, amb la fórmula general R₂CuLi.

### Síntesi
Els reactius de Gilman s'obtenen a partir de la reacció d'halurs de coure(I) amb compostos organolítics en dietilèter o tetrahidrofuran (THF), on la força directora (o driving force) de la reacció és la precipitació de l'halur de liti:
CuX + 2 R-Li → R₂-CuLi + LiX

### Addició a cetones conjugades
L'addició dels organocuprats a cetones conjugades és una de les principals aplicacions d'aquest tipus de compostos. L'addició que es dona és l'addició 1,4; a diferència dels reactius de Grignard, que originen addicions 1,2.
A més a més, amb aquesta reacció s'aconsegueix una gran estereoselectivitat, obtenint, si és el cas, majoritàriament un dels dos isòmers.

### Substitució nucleofílica (SN2) a halurs orgànics
Els organocuprats poden reaccionar amb halurs orgànics, a través d'un mecanisme de substitució SN2. Els organocuprats emprats es preparen in situ. La reacció té lloc en èter i a -20 °C:
2 R-Li + CuX + R'X → LiX + CuX + R-R'
Aquesta reacció és força selectiva, ja que l'organocuprat sintetitzat in situ és menys nucleòfil que el derivat de liti R-Li.

## Compostos d'alquinilcoure
Els alquinilcoure són compostos organometàl·lics amb l'estructura R-C≡C-Cu. Aquestes espècies són estables en medi aquós i no s'hidrolitzen, ja que en estat sòlid s'associen mitjançant π–complexacions amb els Cu veïns units a l'alquinil.

### Síntesi
Els compostos d'alquinilcoure es preparen mitjançant metal·lació d'un alquí terminal, emprant un complex de coure(I):
R-C≡CH + [Cu(NH₃)₂]+ → R-C≡C-Cu + NH₃ + NH₄+

### Acoblament de Glaser
El tractament de compostos d'alquinilcoure amb un oxidant, com l'oxigen o el ferricianur en provoca la dimerització.